# Inopinodon azoricus
Inopinodon azoricus is een slakkensoort uit de familie van de Acteonidae. De wetenschappelijke naam van de soort is voor het eerst geldig gepubliceerd in 1897 door Locard.